# روده‌سانان
روده‌سانان (نام علمی: Ophidiiformes) نام یک راسته از فرورده تکمیل‌استخوانان است.